# 文武帝庙
文武帝庙，位于中国广东省茂名市鳌头镇鳌头墟。1998年2月12日，公布为茂名市茂南区的一个市、县级文物保护单位。2008年11月18日，公布为第五批广东省文物保护单位。
文武帝庙始建于明朝万历二年（1574年），清朝乾隆五十二年（1787年）和光绪八年（1882年）及中华民国二年（1913年）先后三次重修，2012年开始第四次重修。
第三进正殿供奉着文武帝、伏波、文昌、关羽诸神。